# Верещагин, Николай Степанович
Николай Степанович Верещагин (1866 г. — 2 августа 1923, Москва) — русский и советский учёный-металлург, один из зачинателей металлургии как самостоятельной науки, профессор Санкт-Петербургского Политехнического института, первый декан металлургического факультета Московской горной академии.

## Биография
Окончил Санкт-Петербургский практический технологический институт.
С 1898 г. — помощник управляющего Сосьвинским заводом, инженер-технолог. С 1900 г. — управитель Нижне-Сергинского завода, заведующий чертежной Кыштымского округа. С 1901 по 1905 г. — механик Главного управления Кыштымских, наследников Расторгуева, заводов. С 1905 г. — преподаватель курса заводских машин в Санкт-Петербургском Политехническом институте, с 1910 г. — профессор.
После революции — профессор, декан металлургического факультета Московской горной академии (с февраля 1919 г.). Заведующий кафедрой «Прокатка и прочей обработки металлов давлением».
В мае 1920 г. был избран профессором Московского высшего технического училища.
Скончался после тяжелой продолжительной болезни 2 августа 1923 года в Москве. Похоронен на Ваганьковском кладбище.
После смерти проф. Верещагина на место декана был назначен Чижевский Н. П., кафедру принял Рудбах В. Н.

## Избранные труды
- Верещагин Н. С. Очерки горной промышленности Царства Польского / [Н. С. Верещагин]. — [Санкт-Петербург] : тип. М-ва фин. (В. Киршбаума), [1897].
- Верещагин Н. С. Успехи железной промышленности в Венгрии за последние 15 лет / [Н. Верещагин]. — [Санкт-Петербург] : тип. М-ва фин. (В. Киршбаума), [1900]
- Верещагин Н. С. О новой 2000-сильной газомоторной установке, питаемой колошниковым газом в Кыштымском заводе : Докл. механика Кыштым. з-дов инж.-техн. Н. С. Верещагина на 10 Съезде урал. горнопромышленников в Екатеринбурге 23 янв. 1902 г. — Екатеринбург : Хромо-типо-лит. К. К. Вурм, 1902.
- Верещагин Н. С. Заводские машины : Литогр. лекции, чит. в Спб. политехн. инст. — 1908.
- Верещагин Н. С. Введение в изучение прокатных станов и определение работы, необходимой для продольной прокатки / Н. С. Верещагин. — Санкт-Петербург : типо-лит. Шредера, 1908.
- Верещагин Н. С. Молота: Курс лекций, чит. на 6 семестре Металлург. отд-ния С.-Петерб. политехн. ин-та в 1909 г / Н. С. Верещагин. — Санкт-Петербург : Касса взаимопомощи студентов С.-Петерб. политехн. ин-та, 1909.
- Верещагин Н. С. Воздуходувки и компрессоры : Курс лекций, чит. проф. Н. С. Верещагиным на Металлург. и Механ. отд-ниях Спб. П. И. имп. Петра Великого / Н. С. Верещагин. — Санкт-Петербург : типо-лит. И. Трофимова, 1910.
- Верещагин Н. С. Определение работы при продольной прокатке / Н. С. Верещагин. — Санкт-Петербург : типо-лит. Шредера, 1910.
- Верещагин Н. С. Выбор двигателей при прокатных станах в зависимости от их эксплуатации / Н. С. Верещагин. — Санкт-Петербург : тип. М. Фроловой, 1910.
- Верещагин Н. С. J. Puppe. Опыты над определением расхода силы при прокатке : Подроб. разбор инж.-техн. Н. С. Верещагина. — Санкт-Петербург : тип. Ф. Фроловой, 1910.
- Верещагин Н. С. Определение работы при продольной прокатке / Н. С. Верещагин. — Санкт-Петербург : типо-лит. Шредера, 1911.
- Верещагин Н. С. Станы для непрерывной прокатки / Инж. техн. Н. С. Верещагин. — Санкт-Петербург : тип. П. П. Сойкина, 1913.
- Верещагин Н. С., Пресс А. А. Машины-орудия для обработки дерева / инж.-техн. Н. С. Верещагин и А. А. Пресс. — С.-Петербург : типография П. П. Сойкина, 1914.
- Холмогоров И. М. Ч. 2, вып. 1. Машины-орудия для обработки дерева / Н. С. Верещагин и А. А. Пресс. Керамические производства / П. С. Философов. Заводы для производства пороха и взравчатых веществ / А. В. Сапожников]. — 1914.
- Верещагин Н. С. Воздуходувные машины и компрессора / Статья инж.-технол. Н. С. Верещагина. — М. : Т-во тип. А. И. Мамонтова, 1919.